# Paul G. Bahn
Paul G. Bahn (født 1953) er en britisk arkæolog, skribent, oversætter og medieperson. Han fik ph.d.-graden i arkæologi fra Cambridge Universitet i 1979 med en afhandling om de Franske Pyrenæers forhistorie.
Han har blandt andet været redaktør på bogen The Story of Archaeology, der er en beskrivelse af de 100 største arkæologiske opdagelser såsom Jeriko, kileskriftsarkivet i Ebla, mayaruinen Palenque, Tollundmanden og andre mosefund.

## Ekstern henvisning
- Paul G. Bahn Arkiveret 27. september 2007 hos  Wayback Machine, Archaeological Institute of America.